# Leptocoma
Leptocoma es un género de aves paseriformes de la familia Nectariniidae. Sus miembros se encuentran en los trópicos desde la región indomalaya hasta Papúa Nueva Guinea y Melanesia. Anteriormente se clasificaban en el género Nectarinia. Son pájaros muy pequeños que se alimentan abundantemente de néctar, aunque también atrapan insectos, especialmente cuando alimentan sus crías. El vuelo con sus alas cortas es rápido y directo.

## Especies
Se reconocen 6 especies en este género:
- Leptocoma zeylonica - suimanga cingalés;
- Leptocoma minima - suimanga mínimo;
- Leptocoma sperata - suimanga gorjipúrpura;
- Leptocoma brasiliana - suimanga ventrigranate;
- Leptocoma aspasia - suimanga negro;
- Leptocoma calcostetha - suimanga de Macklot.